# Drosera helodes
Drosera helodes ist eine fleischfressende Pflanze aus der Gattung Sonnentau (Drosera). Sie gehört zur Gruppe der sogenannten Zwergsonnentaue und ist im südwestlichen Australien heimisch.

## Beschreibung
Drosera helodes ist eine mehrjährige, krautige Pflanze. Diese bildet eine gedrängte rosettenförmige Knospe aus horizontalen Blättern mit einem Durchmesser von etwa 1,3 cm. Die Sprossachse ist 2 mm lang und mit nur mit wenigen oder gar keinen welken Blättern der Vorsaison bedeckt.
Die Knospe der Nebenblätter ist eiförmig, 7 mm lang und 4 mm im Durchmesser an der Basis. Die Nebenblätter selbst sind 3 mm lang, 2,5 mm breit und dreilappig. Der mittlere Lappen ist in 3 Segmente unterteilt.
Die Blattspreiten sind annähernd kreisförmig und bis zu 1,7 mm im Durchmesser. Die längeren Tentakeldrüsen befinden sich am Rand, kürzere in Inneren. Die Unterseite ist unbehaart. Die Blattstiele sind bis zu 4 mm lang, am Ansatz 0,5, mittig 0,6 mm breit und mit nur wenigen, kleinen Drüsenhaaren nahe der Blattspreite vereinzelt besetzt.
Blütezeit ist Oktober bis November. Die ein, selten auch zwei Blütenstände sind bis zu 8 cm lang und an der Basis sparsam, zur Spitze hin immer dichter mit winzigen Härchen besetzt. Der Blütenstand ist ein Wickel aus 6 bis 14 Blüten an rund 3 mm langen Blütenstielen. Die breit eiförmigen Kelchblätter sind 2 mm lang und 1,4 mm breit. Die Ränder sind gekerbt und mit rotköpfigen Drüsen besetzt. Die hellrosanen Kronblätter sind umgekehrt eiförmig, 7 mm lang und 3,5 mm breit.
Die fünf Staubblätter sind 1,6 mm lang. Die Fäden und die Staubbeutel sind weiß und die Pollen gelb. Der grünlich-weiße Fruchtknoten ist breit umgekehrt eiförmig, 0,6 mm lang und 0,8 mm im Durchmesser. Die 3 grünlich-weißen, horizontal gestreckten Griffel sind unter der Narbe 1 mm lang und 0,5 mm darüber. Die Narben sind ebenfalls grünlich-weiß, nach oben gebogen, 2 mm lang und verjüngen sich gleichmäßig bis zur Spitze.
Typisch für Zwergsonnentaue ist die Bildung von Brutschuppen: Die elliptischen, 0,6 mm dicken Brutschuppen werden gegen Ende November bis Anfang Dezember in großer Zahl gebildet und haben eine Länge von ca. 1 mm und eine Breite von 0,7 mm.
Die Chromosomenzahl beträgt 2n = 18.

Verbreitung von Drosera helodes in Australien

## Verbreitung, Habitat und Status
Drosera helodes kommt nur auf einer kleinen Fläche im äußersten Südwesten Australiens vor. Die Pflanze gedeiht dort auf sandigen Böden vermischt mit Laterit in winterfeuchten Senken.

## Systematik
Der Name helodes kommt aus dem Griechischen und bedeutet „Sumpf“ („helos“ = Sumpf), da sie in relativ feuchten Habitaten wächst.